# Loxofidonia taiwana
Loxofidonia taiwana là một loài bướm đêm trong họ Geometridae.